# Чорторийська вулиця
Чорторийська вулиця — вулиця в Деснянському районі міста Києва, селище Троєщина. Пролягає від вулиці Гоголя до вулиці Василя Щавинського.

## Історія
Вулиця виникла у 1-й половині XX століття. Мала назву на честь російського полярного дослідника Георгія Сєдова (1877–1914).
25 серпня 2022 року перейменована на Чорторийську.
До 1943 року також існувала Чорторийська вулиця на Трухановому острові.